# Courtivron
Courtivron település Franciaországban, Côte-d’Or megyében. Lakosainak száma 162 fő (2022. január 1.). Courtivron Poiseul-lès-Saulx, Tarsul, Francheville, Salives, Saulx-le-Duc, Vernot, Frénois és Moloy községekkel határos.

## Népesség
A település népességének változása:
| Lakosok száma | 133  | 152  | 143  | 169  | 184  | 172  | 168  | 166  | 162  | 162  |
|               | 1968 | 1982 | 1990 | 2006 | 2013 | 2015 | 2017 | 2019 | 2020 | 2022 |